# El pico
El pico és una pel·lícula dirigida per Eloy de la Iglesia en 1983.

## Argument
Dos amics, Paco (José Luis Manzano Agudo) i Urko (Javier García), que viuen a Bilbao s'enganxen junts a l'heroïna. Per aconseguir la seva dosi diària no dubtaran a robar, mentir i fins i tot matar el camell que els passa la droga. A més, es dona la circumstància que Paco és el fill del Comandant Torrecuadrada, pertanyent a la Guàrdia Civil i Urko és fill de Martín Aramendia, un líder polític de l'esquerra independentista basca. Addictes a l'heroïna, acaben matant el seu distribuïdor, "El Coix", (Ovidi Montllor) i els seus pares es veuen obligats a ocultar l'assassinat per protegir-los.